# Archigny
Archigny ist eine französische Gemeinde mit 1.060 Einwohnern (Stand: 1. Januar 2022) im Département Vienne in der Region Nouvelle-Aquitaine. Sie gehört zum Arrondissement Châtellerault und zum Kanton Chauvigny (bis 2015: Kanton Vouneuil-sur-Vienne) und zum Gemeindeverband Communauté d’agglomération du Pays Châtelleraudais. Die Einwohner werden Archignois genannt.

## Geographie
Archigny liegt etwa 25 Kilometer ostnordöstlich von Poitiers. Hier entspringt der Ozon, ein Nebenfluss der Vienne. Nachbargemeinden sind Chenevelles im Norden, Pleumartin im Nordosten, Saint-Pierre-de-Maillé im Osten und Nordosten, La Puye im Osten und Südosten, Sainte-Radégonde im Süden und Südosten, Chauvigny im Süden, Bonnes im Südwesten, Bellefonds im Westen, Bonneuil-Matours im Westen und Nordwesten sowie Monthoiron im Nordwesten.

## Bevölkerungsentwicklung
| Jahr                      | 1962 | 1968 | 1975 | 1982 | 1990 | 1999 | 2006 | 2013 |
| Einwohner                 | 1554 | 1452 | 1239 | 1111 | 992  | 987  | 1020 | 1112 |
| Quelle: Cassini und INSEE |      |      |      |      |      |      |      |      |

## Sehenswürdigkeiten
- Kloster Notre-Dame-de-l’Étoile, seit 1991 Monument historique
- Romanische Kirche aus dem 12. Jahrhundert

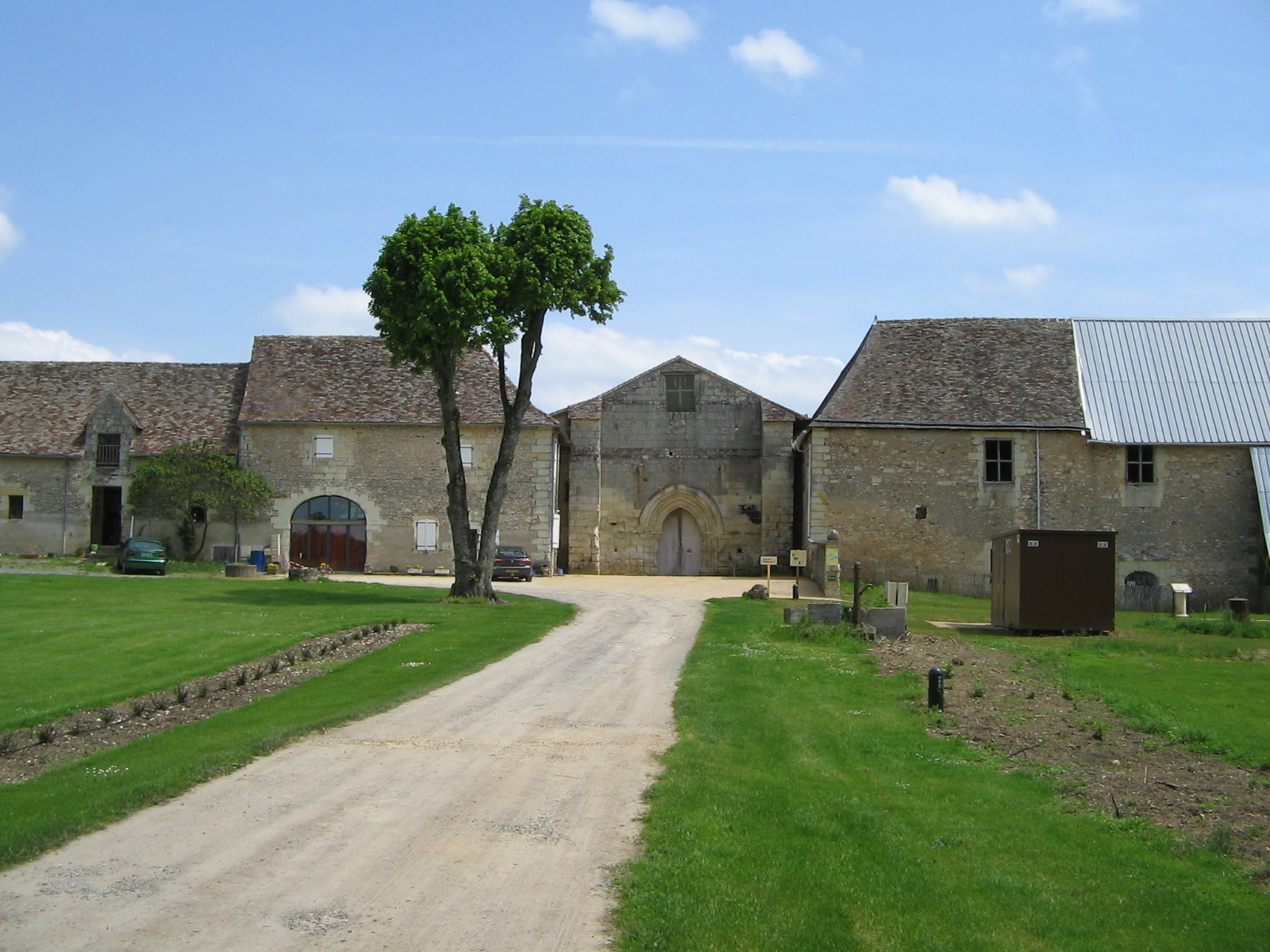
Kloster Notre-Dame-de-l’Étoile

- Schloss Marsugeau